# Ángel Sanz-Briz
Ángel Sanz-Briz, nebo Anděl z Budapešti[zdroj⁠?!], (28. srpna 1910, Zaragoza – 11. června 1980, Řím) byl španělský diplomat, který zachránil v Budapešti 5 200 Židů před smrtí v koncentračním nebo vyhlazovacím táboře.